# Eurytoma ochraceipes
Eurytoma ochraceipes är en stekelart som beskrevs av Kalina 1970. Eurytoma ochraceipes ingår i släktet Eurytoma och familjen kragglanssteklar.
Artens utbredningsområde är:
- Bulgarien.
- Israel.
- Kroatien.

Inga underarter finns listade i Catalogue of Life.